# Don Elias Mansur Ballpark
Koordinaten: 12° 30′ 33,2″ N, 70° 1′ 20,1″ W
Der Don Elias Mansur Ballpark ist das größte und international zugelassene Baseballstadion neben dem Baseball Stadium Savaneta und  Santa Cruz Ballpark auf der Insel Aruba. 
Das Stadion befindet sich in der Nähe des Flughafens in Oranjestad-Oost, rund fünfhundert Meter südlich des  Fußball-Nationalstadions und  hat einen Besucherkapazität von rund 12.000 Zuschauern. Es verfügt über eine überdachte Tribüne und eine Flutlichtanlage.

## Trivia
Baseball ist eine der beliebtesten Sportarten auf Aruba. Die Insel verfügt über eine eigene Baseball-Nationalmannschaft, einige Spieler aus Aruba spielen in der World Baseball Classic im Rahmen der Auswahl auch in den Niederlanden. Der Baseballverband Arubas ist Mitglied der IBAF und der FIBA (Niederländische Antillen).